# Great and Little Chishill
Great and Little Chishill – civil parish w Anglii, w Cambridgeshire, w dystrykcie South Cambridgeshire. W 2011 civil parish liczyła 678 mieszkańców. W obszar civil parish wchodzą także Great i Little Chishill. Great and Little Chishill jest wspomniana w Domesday Book (1086) jako Chishella/Chishelle.